# Andrena clypella
Andrena clypella är en biart som beskrevs av Embrik Strand 1921. Andrena clypella ingår i släktet sandbin, och familjen grävbin. Inga underarter finns listade i Catalogue of Life.